# Hodžići (gmina Kakanj)
Hodžići – wieś w Bośni i Hercegowinie, w Federacji Bośni i Hercegowiny, w kantonie zenicko-dobojskim, w gminie Kakanj. W 2013 roku liczyła 294 mieszkańców, z czego większość stanowili Boszniacy.